# Plélan-le-Petit
 Plélan-le-Petit  (en bretón Plelann-Vihan) es una población y comuna francesa, situada en la región de Bretaña, departamento de Côtes-d'Armor, en el distrito de Dinan y cantón de Plélan-le-Petit.

## Demografía
| 1059 | 1127 | 1268 | 1364 | 1525 | 1505 |
| Para los censos de 1962 a 1999 la población legal corresponde a la población sin duplicidades (Fuente: INSEE [Consultar]) |      |      |      |      |      |